# ادوارد مورداک

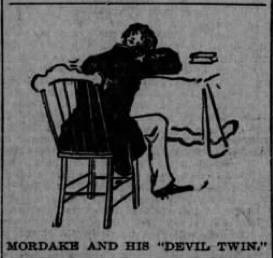
طرح‌نگاره‌ای از افسانهٔ ادوارد مورداک - ۱۸۸۹

ادوارد مورداک یک افسانه است که طبق افسانه متولد قرن نوزدهم از اعضای خاندان سلطنتی انگلستان و دارای یک مشکل ژنتیکی بود. ادوارد در پشت سرش چهره ای داشت. صورت او فقط می‌توانست بخندد یا گریه کند. او به پزشکان التماس کرد که آن را از بین ببرند زیرا او ادعا می‌کرد که این صورت شبها با صدای وحشتناک برای او زمزمه می‌کند. وی در سن ۲۳ سالگی خودکشی کرد.